# سیارک ۷۴۰۸
سیارک ۷۴۰۸ (به انگلیسی: 7408 Yoshihide، نامگذاری:1989SB) هفت هزار و چهارصد و هشتمین سیارک کشف شده‌است که در ۲۳ سپتامبر ۱۹۸۹ کشف شد.